# Desbastador

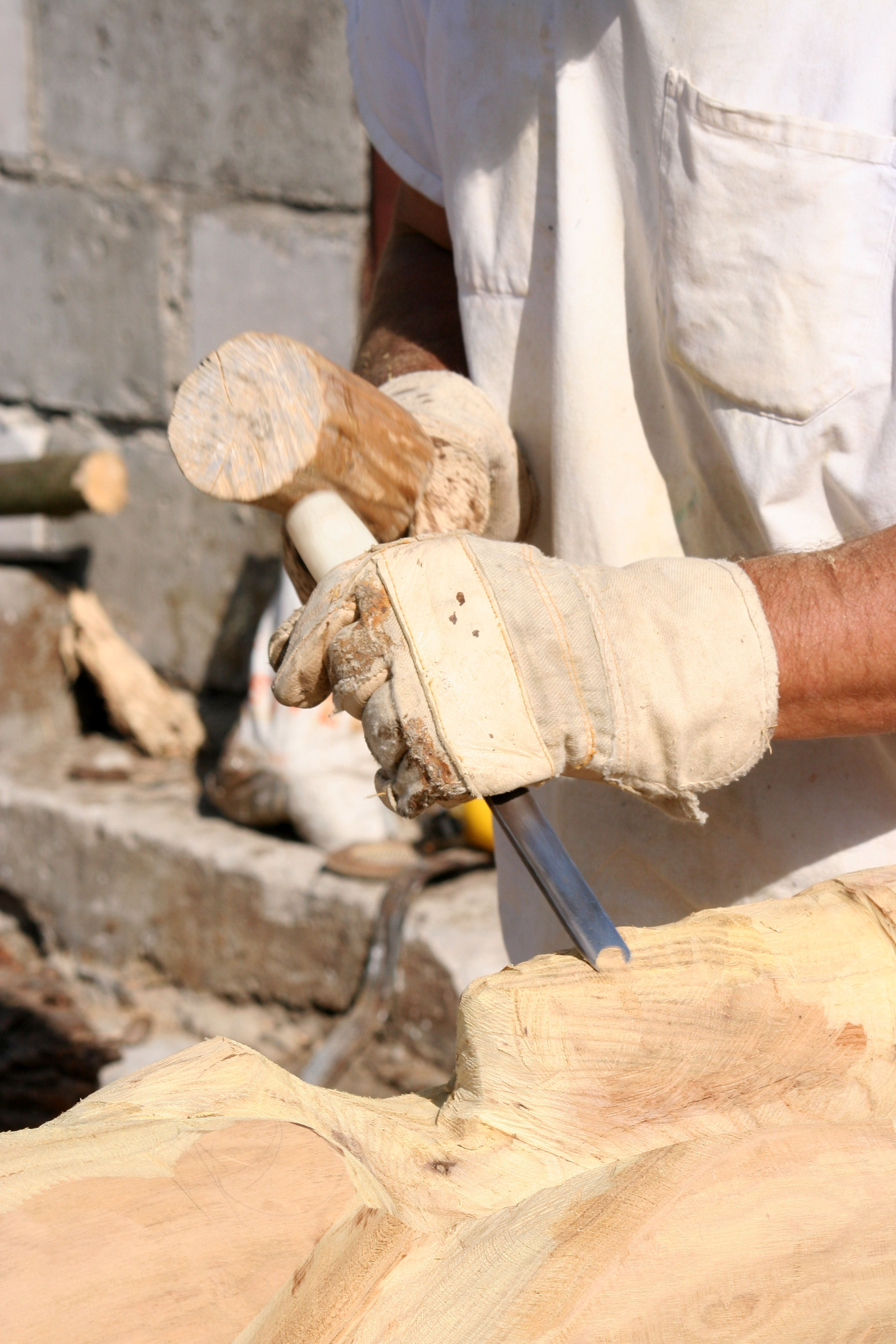
Escultor usando un desbastador

Se llama desbastador a una herramienta que utilizan los escultores y alfareros para quitar el material sobrante cuando están modelando. Utilizando el desbastador es posible construir formas cerámicas muy expresivas. También es utilizado por los carpinteros para desbastar la madera. 
Los desbastadores adoptan formas y dimensiones muy variadas. Lo más frecuente es que consistan en una barrita de hierro, de madera o de marfil de perfil redondeado ligeramente encorvada por uno de sus extremos y achatada por el otro.